# Sankt-Maria-Kirche (Åhus)

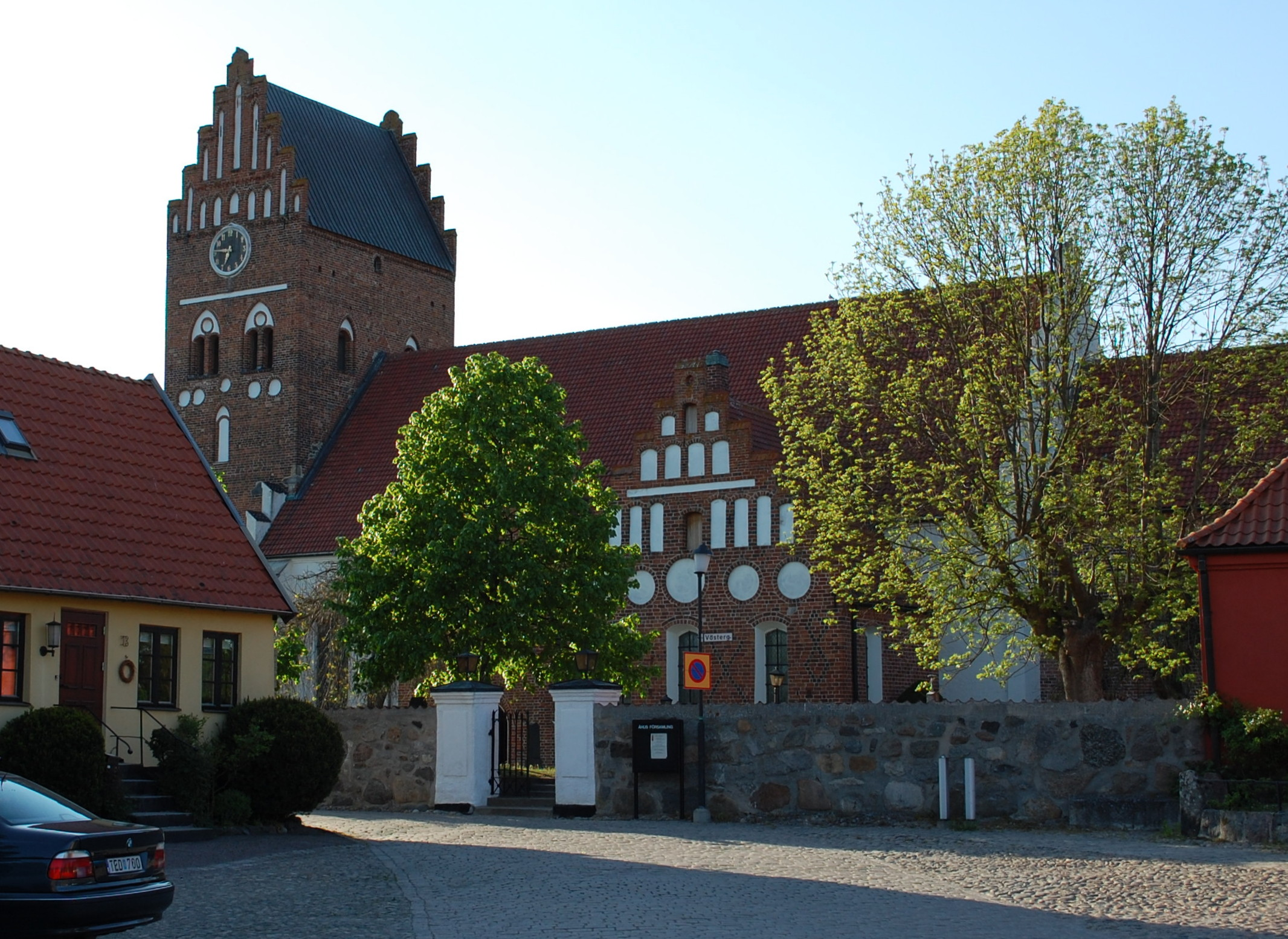
Sankt-Maria-Kirche

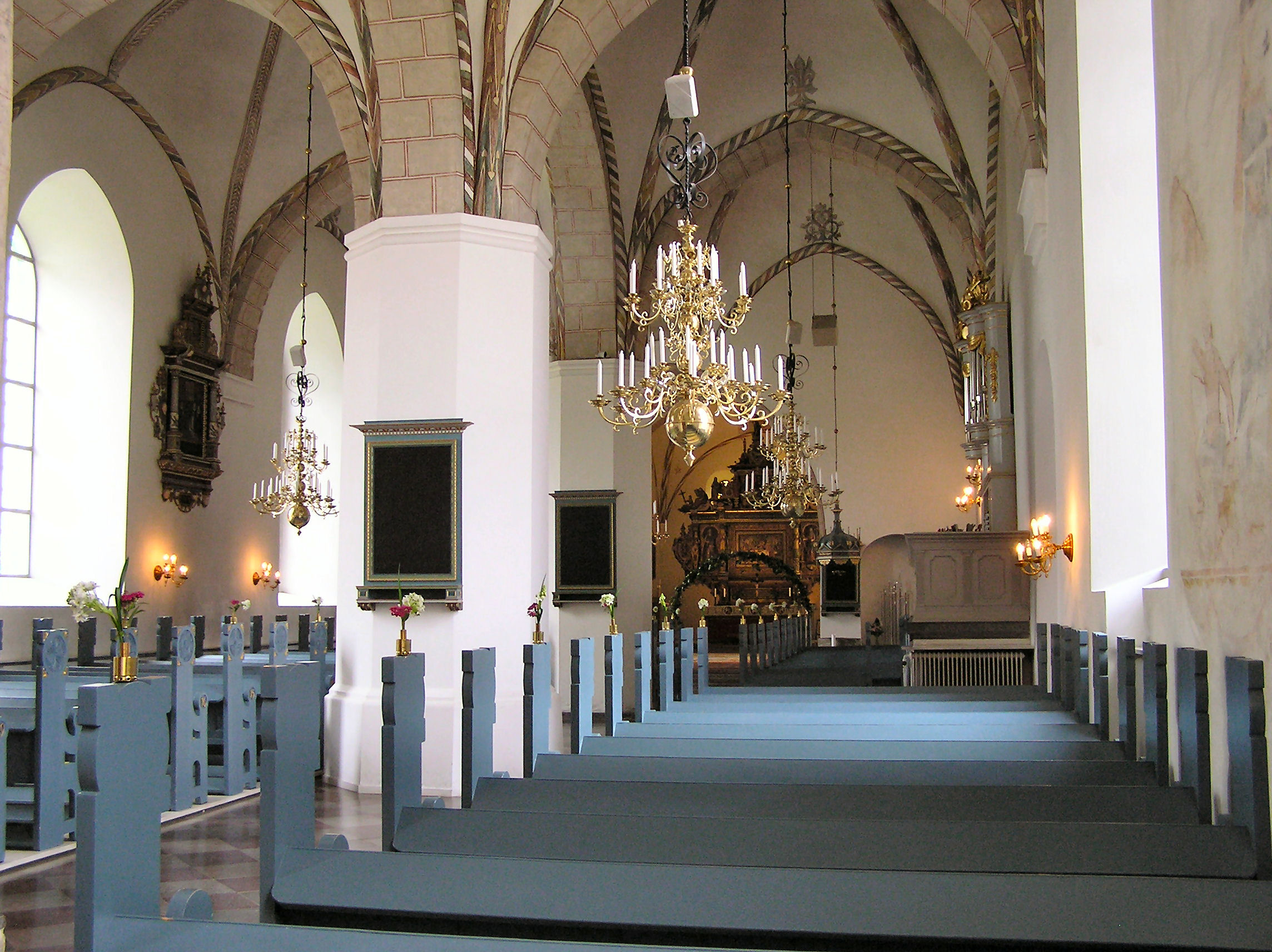
Innenraum

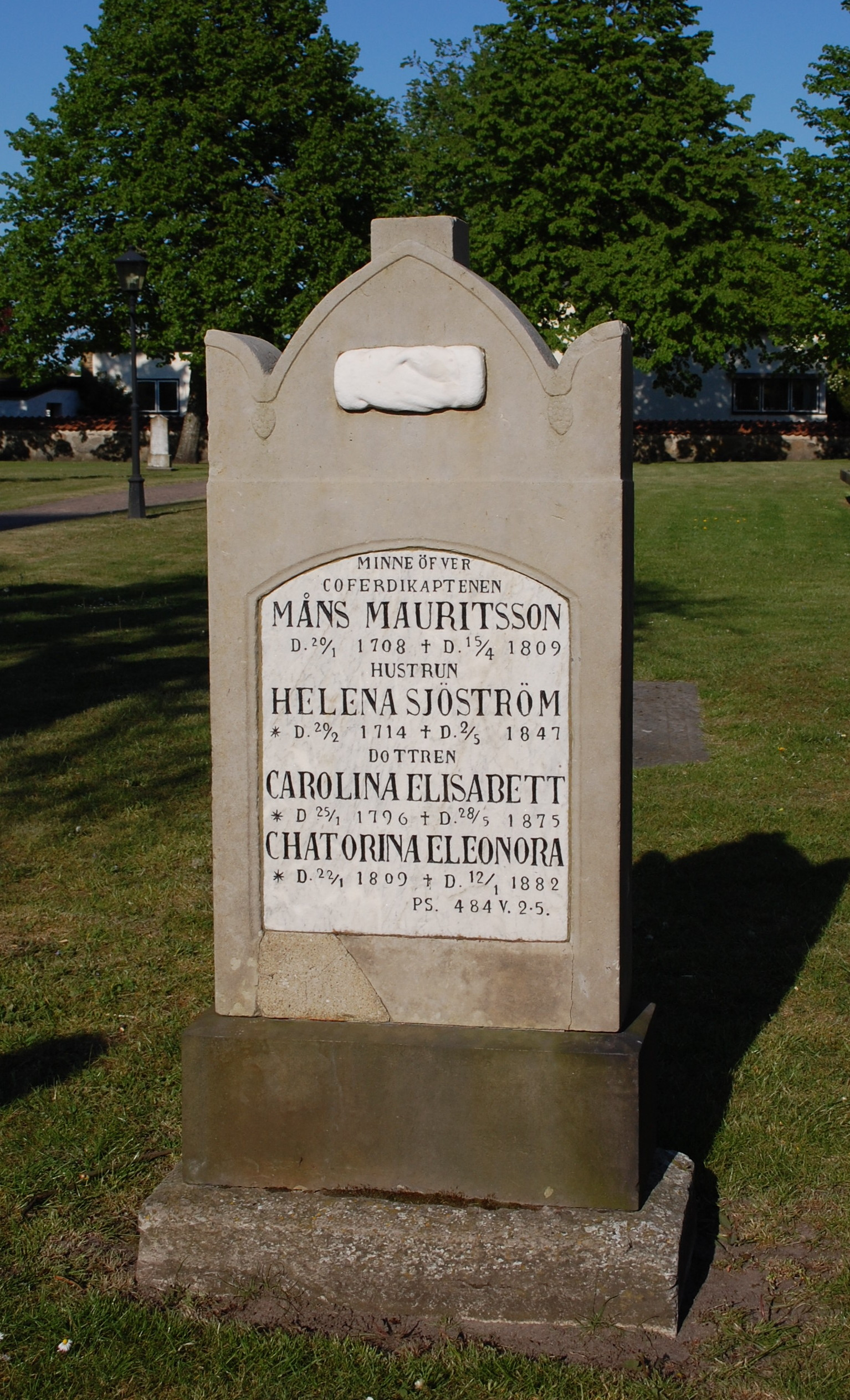
Grabstein von Måns Mauritsson und Helene Sjöström

Die Sankt-Maria-Kirche ist eine zur Schwedischen Kirche gehörende evangelisch-lutherische Kirche in der Stadt Åhus in der schwedischen Gemeinde Kristianstad in der Provinz Skåne län.

## Lage
Die Kirche liegt an der Nordseite des Marktplatzes der Stadt. Direkt östlich liegt das Åhus Museum. Zur Kirchengemeinde gehört auch die Kapelle von Yngsjö.

## Architektur und Geschichte
Die Baugeschichte der Kirche geht bis auf die zweite Hälfte des 12. Jahrhunderts zurück. Aus dieser Zeit stammen etwa drei Viertel des Langhauses. Die Kirche bestand damals aus dicken Mauern aus Feldsteinen, war einfach gestaltet aber verhältnismäßig groß. Der Bau der Kirche erfolgte vermutlich unter dem Einfluss des Erzbistums Lund. Im 13. Jahrhundert erfolgten mehrfach Umbauten und Erweiterungen, wobei man sich an die Gestaltung des Doms zu Lund anlehnte. Der ursprüngliche Feldsteinchor wurde durch einen aus Backstein errichteten neuen Chor ersetzt. An der Ostseite wurde eine kleine halbrunde Apsis angefügt, die jedoch nach kurzer Zeit bereits wieder abgerissen wurde. Sie wich einer Vergrößerung des Chors, dessen Größe verdoppelt wurde. Er erhielt an seiner Ostseite einen geraden Abschluss nach westfälischem Vorbild. Gegen Ende des 13. Jahrhunderts wurde das Langhaus nach Westen um ein Viertel erweitert. Es wird angenommen, dass in dieser Zeit die auf drei Mittelpfeiler gestützten gotischen Kreuzrippengewölbe entstanden. An der Nordwand des Chors wurde eine Sakristei angefügt. Vor dem nördlichen und südlichen Zugang zum Kirchenschiff entstanden Vorhallen, wovon jedoch nur die Südliche heute erhalten ist. Auf der Südseite wurde auf Kosten der Schuhmacherzunft eine 1510 eingeweihte Kapelle gebaut. Vom Endes des Mittelalters stammt der auf der Westseite des Schiffs errichtete Kirchturm.
Im Jahr 1905 wurde die Kirche umfangreich restauriert und erhielt dabaei den Stufengiebel des Langhauses. Die Leitung der Arbeiten oblag dem Domarchitekten Theodor Wahlin.

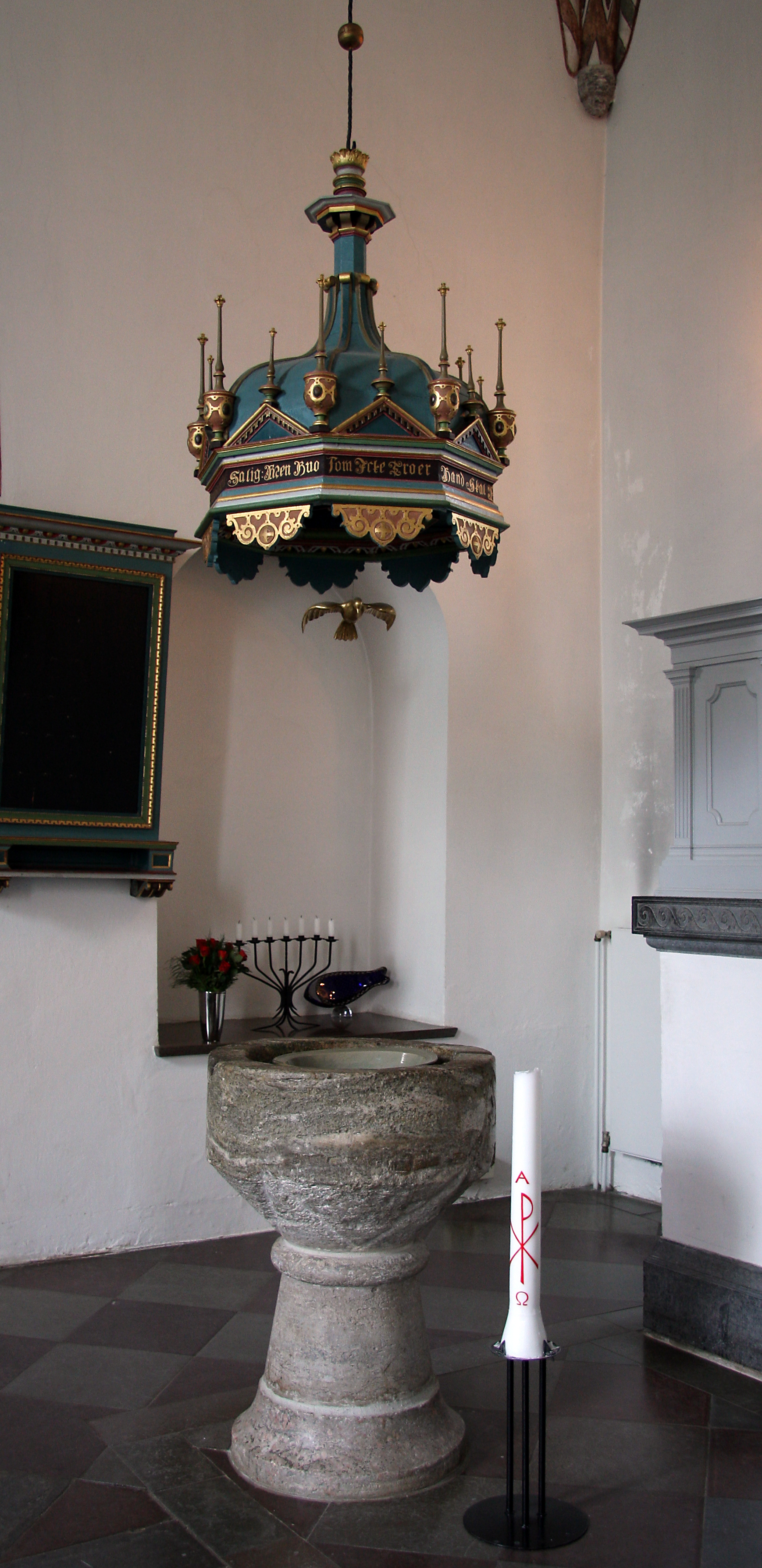
Taufstein

## Ausstattung
Hinsichtlich der Ausstattungsstücke ist ein Altarbild aus dem Jahr 1636 hervorzuheben. Im Langhaus hängt eine im Jahr 1905 von Anders Gilberg hergestelltes Votivschiff mit dem Namen Martin Luther.
Der schlicht gestaltete romanische Taufstein der Kirche ist aus grünem Kalkstein gefertigt und entstand bereits im 12. Jahrhundert. Oberhalb der Taufe hängt ein bemalter und beschnitzter hölzerner Baldachin aus dem 17. Jahrhundert.

## Kirchhof
Die Kirche ist von einem Friedhof umgeben. Auf diesem befindet sich südlich der Kirche der ungewöhnliche Grabstein von Måns Mauritsson und Helene Sjöström sowie den Töchtern Carolina Elisabett und Chatorina Eleonora. Bemerkenswert ist das hohe Alter von Helene Sjöström, die danach von 1714 bis 1847 lebte und somit im Alter von mehr als 130 Jahren verstorben wäre. Bei Geburt der Töchter wäre sie 81 bzw. 94 Jahre alt gewesen. Måns Mauritsson (1708–1809) kam nach der Grabsteininschrift auf bescheidenere 101 Lebensjahre.